# Kahlúa
Il Kahlúa (pronuncia spagnola [kaˈlua]) è un liquore messicano a base di rum e caffè arabica. Creato nel 1936 a Veracruz, è prodotto dall'azienda svedese The Absolut Company, di proprietà della compagnia francese Pernod Ricard.

## Storia
Nel 1930, i fratelli Alvarez, proprietari di una coltivazione di caffè nelle zone circostanti Veracruz, unitamente al señor Blanco, un imprenditore locale, progettarono la produzione di un liquore a base di caffè. Fu nel 1936 che il chimico Montalvo Lara mise a punto la ricetta definitiva del Kahlúa e l'azienda cominciò a commercializzare il prodotto. Nel 1940 iniziano le esportazioni verso gli Stati Uniti e, a partire dagli anni 1950 a livello globale.
La Allied Domecq, che fu creata nel 1994 dalla fusione tra Allied Lyons and Pedro Domecq, iniziò a produrre il Kahlúa dal 1996 finché l'azienda non fu parzialmente assorbita nel 2005 da Pernod Ricard, leader nella distribuzione di liquori nel mondo dalla fusione con la svedese "Vin & Sprit" nel marzo 2008.

## Varietà
Il dosaggio alcolico del Kahlua spazia tra il 20% e il 35%, a seconda del mercato. Nel 2002, un'edizione speciale molto più costosa apparve sui mercati statunitense, canadese e australiano, dopo essere stato venduto precedentemente solo nei duty free. Prodotto con pregiati chicchi di arabica del Veracruz, Messico, il Kahlúa Especial ha un contenuto alcolico pari al 36%, è meno denso e meno dolce rispetto alla versione tradizionale.

## Nome
La versione ufficiale, riportata dalla Pernod Ricard, afferma che il nome derivi dall'arabo antico, dove Kalhua è un termine gergale per "caffè". Un'altra ipotesi afferma che il termine derivi da "Acolhua" che, in lingua nahuatl azteca, significa "casa del popolo".

## Usi
Il Kahlúa è usato per la preparazione di cocktail, come salsa o ingrediente in molti dessert, inclusi gelati, torte e cheesecake.
Alcuni famosi cocktail, come il B-52, Baby Guinness, Mudslide, White Russian e il Black Russian, sono fatti con il Kahlúa.
Può essere anche bevuto mischiato nel caffè caldo, nel latte o sul gelato.

### Caffeina
Il Kahlúa contiene caffè e quindi caffeina. Secondo la ditta produttrice, il liquore contiene 100 parti per milione di caffeina, che vuol dire circa 100 mg/l di liquore; un bicchierino da 45 ml di Kahlúa contiene 5 mg di caffeina; un caffè espresso ne contiene circa 100 mg e una tazza di caffè filtro da 240 ml circa 200 mg.